# Свинкелс, Йоханнес Баптиста
Йоханнес Баптиста Свинкелс, C.Ss.R. (нидерл. Johannes Baptista Swinkels; 14 сентября 1810, Вунсел, Нидерланды — 11 сентября 1875, Парамарибо, Колония Суринам, Нидерланды) — прелат Римско-католической церкви, член Конгрегации Святейшего Искупителя, 3-й апостольский викарий Нидерландской Гвианы, 4-й титулярный епископ Амориума.

## Биография
Йоханнес Баптиста Свинкелс родился 10 апреля 1810 года в Вуеселе в многодетной семье нидерландцев-католиков. Обучался в начальной школе и католической школе в Хелмонде. Завершил образование, и 20 сентября 1834 года был рукоположен в сан священника. Служил инспектором в католической школе и колледже в Уденбосхе в апостольском викариатстве Бреды. В 1838 году был назначен ректором католической школы в Хелмонде.
Стремясь к миссионерской работе, в 1844 году вступил в Конгрегацию Святейшего Искупителя в Сент-Тронде в Бельгии. В следующем году был направлен руководством конгрегации в семинарию редемптористов в Виттеме, где одним из служений Свинкелса был уход за больными. В 1847 году он столкнулся с эпидемией тифа, унёсшей жизни одиннадцати членов общины. В 1848 году его назначили ректором недавно образованного учебного заведения редемптористов в Брюгге со служением капелланом в монастыре конгрегации. Затем он был вызван в Виттем, откуда в 1851 году направлен в Амстердам для руководства первой общиной редемптористов в этом городе.
В 1855 году, после основания за год до этого нидерландско-британской провинции конгрегации, Свинкелс был назначен её настоятелем. В этом качестве он присутствовал на капитуле редемптористов в Риме в 1855 году. Содействовал развитию общин конгрегации в Англии и Ирландии. 30 июля 1865 года римский папа Пий IX направил в колонию Суринам миссию редемптористов и 12 сентября того же года назначил Свинкелса главой миссионеров и Апостольским викарием Нидерландской Гвианы с возведением его в сан титулярного епископа Амориума. Епископскую хиротонию Свинкелса 15 октября 1865 года возглавил Йоханнес Звейсен, архиепископ Утрехта, которому сослужили Йоханнес ван Генк, титулярный епископ Адраны и Йоханнес Филибертус Деппен, титулярный епископ Самоса.
12 декабря того же года с несколькими священниками-редемптористами он отплыл на корабле «Молодой Эдвард» в колонию Суринам, куда прибыл только 26 марта 1866 года. Католический миссионер Петер Дондерс, который уже работал с прокаженными в Суринаме, вскоре после прибытия Свинкелса, присоединился к редемптористам. После почти десятилетнего управления викариатством Йоханнес Баптиста Свинкелс умер в Парамарибо 11 сентября 1875 года.